# Димитър Димашев
Димитър (Мито) Ст. Димашев, наричан Димаш войвода или Крумовски, е български революционер, войвода на Вътрешната македонска революционна организация.

## Биография
Роден е през 1889 година в село Алексово, Кукушко, тогава в Османската империя. Завършва второ отделение. През 1912 година е четник при Тодор Александров. Участва като доброволец в Македоно-одринското опълчение през Балканските войни в Кукушката чета. След войните се установява със семейството си в село Орман, Петричко.
При възстановяването на революционната организация след 1920 година е войвода в Кукушко и Ениджевардарско. През май 1923 година застава начело на Кукушката околийска чета. През юни Кукушката чета заедно със Солунската на Васил Чакаларов и Поройската минават Беласица и Димашев действа заедно със Солунската чета в Кукушко след 15 юни. Четата развива оживена дейност, организира околията и през ноември 1923 година свиква околийското ръководно тяло и избира делегат за Солунския окръжен конгрес. През юли се сражава при Сарджали, като губи четника Трайко Атанасов, заловен на сръбската граница. През август се сражава без загуби в Круша след предателство. За кратко е четник в разбойническата чета на Митьо Ганев.
След 1924 година българите в Кукушко са изделени по конвенцията за изселване и дейността в Кукушко заглъхва, макар и през май четата отново да навлиза в областта и дава сражение, в което загива четникът Иван Ташев от Морарци.
През 1924 година участва като делегат на Солунския окръжен конгрес на ВМРО и е избран за редовен член на окръжното ръководство. През октомври 1925 година Димашев активно участва в отблъскването на гръцките войски при така наречения Петрички инцидент. Заедно с Никола Манчев, оглавява отряд от 300 – 350 души от местните селски чети, които се сражават при пограничен пост № 7 в Беласица, югоизточно от Петрич. От 1927 година е войвода в Струмишко.
При разцеплението във ВМРО застава на страната на крилото на Александър Протогеров. Участва в протогеровистката експедиция към Петрички окръг. Четата е разбита при Юндола, пленен е и е убит в 1928 година край Самоков заедно с Иван Бабунски.